# مدار رأس‌السرطان (رمان)
«مدار رأس‌السرطان» (انگلیسی: Tropic of Cancer)نام رمانی از هنری میلر است. این کتاب اولین بار در سال ۱۹۳۴ در پاریس منتشر شد اما انتشارش در آمریکا ممنوع اعلام شد. در سال ۱۹۶۴، دیوان عالی ایالات متحده این کتاب را غیر مستهجن اعلام کرد.